# Jonas Sąlyga

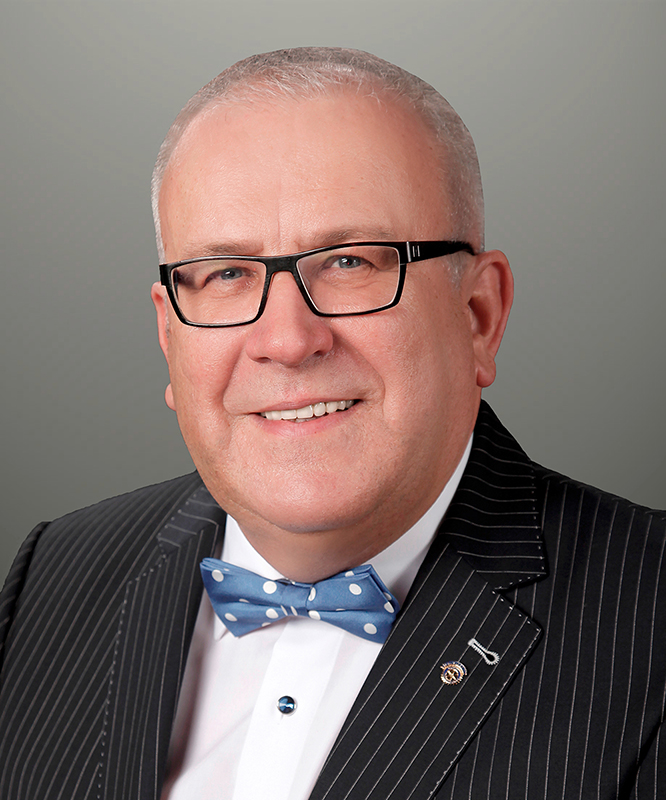
Jonas Sąlyga (2016)

Jonas Sąlyga (* 13. Dezember 1954 in der Rajongemeinde Raseiniai) ist ein litauischer Arzt, Internist, Direktor des Krankenhauses Klaipėdos jūrininkų ligoninė, Professor der Universität Klaipėda und Politiker der Stadtgemeinde Klaipėda.

## Leben
Von 1961 bis 1965 lernte Sąlyga in der Grundschule Zvėgiai bei Raseiniai, von 1965 bis 1969 in Pikčiūnai und von 1966 bis 1970 an der Kinder-Musikschule Raseiniai. Nach dem Abitur von 1969 bis 1972 an der 1. Mittelschule Raseiniai absolvierte er von 1972 bis 1979 das Studium am Medicinos institutas in Kaunas und von 2002 bis 2004 das Masterstudium der Verwaltung an der Klaipėdos universitetas. 2005 promovierte Sąlyga an der Vilniaus universitetas in Biomedizin.
Seit 1979 arbeitet Sąlyga im Krankenhaus VšĮ Klaipėdos jūrininkų ligoninė. Seit Juli 2013 leitet er es als Direktor. Seit dem 16. April 2015 ist er Mitglied des Stadtrats Klaipėda. Sąlyga ist Mitglied der Partei Lietuvos socialdemokratų partija.

## Familie
Sąlyga ist verheiratet. Seine Frau Jolanta ist Akuscherin-Gynäkologin. Sie haben einen Sohn und eine Tochter.